# A 39 kulcs
A 39 kulcs amerikai könyvsorozat, Magyarországon 2010. szeptember 15-én kezdte megjelentetni a szegedi Könyvmolyképző kiadó. 

## Főszereplők
- Amy Cahill – egy 14 éves lány, aki nagyon szeret olvasni, de ki nem állhatja a tömeget, ilyenkor mindig dadogni kezd.
- Dan Cahill – élénk 11 éves fiú, aki imád gyűjtögetni, többek között sírtáblák másolatait. Asztmás.
- Grace Cahill – Amy és Dan Cahill nagymamája ,az ő végrendelete alapján indítják el a kulcskeresést.

- Nellie Gomez – kedves, fiatal lány, Dan és Amy ,,nevelőnője’’. Mindig a gyerekekkel tart, és próbál vigyázni rájuk.
- Saladin – Grace macskája, aki csak csattogóhalat hajlandó enni.
- Irina Szpaszkij – egy volt orosz KGB-ügynök, Amy és Dan veszélyes vetélytársa a 39 kulcs utáni küzdelemben.
- Ian és Natalie Kabra – gazdag szülők gyermekei, szintén a 39 kulcsot keresik.
- A Holtok – egy izomagyú család, a kulcsok után kajtatnak.
- Alistar Oh – gazdag öregember, a kulcskeresésben többször szövetkezik Dannel és Amyvel, majd elárulja őket.

## Alaptörténet
|  | Alább a cselekmény részletei következnek! |

Szüleik halála után Amy és Dan Cahill Beatrice nénikéjüknél kényszerülnek lakni, aki olyan goromba, hogy ki nem állhatják. Aztán Grace, a nagyanyjuk meghal, és így elvesztik az utolsó embert, akit szerettek. Ráadásul végrendeletében egy választást hagy rájuk: egymillió dollár vagy – 39 kulcson keresztül – a világhatalom. Amy és Dan a 39 kulcs keresését választják, és megszökve Beatrice-tól, nevelőnőjükkel, Nellie-vel karöltve Bostonból Párizs felé veszik az irányt, és megkezdődik a kulcsok utáni hajsza.
|  | Itt a vége a cselekmény részletezésének! |

## Magyarul megjelent kötetek
A 39 kulcs; Könyvmolyképző, Szeged, 2010–2014

### A kulcsvadászat
- 1. Rick Riordan: A csontlabirintus; ford. Farkas Orsolya; 2010
- 2. Gordon Korman: Egy hamis hang; ford. Farkas Orsolya; 2010
- 3. Peter Lerangis: A kardtolvaj; ford. Farkas Orsolya; 2010
- 4. Jude Watson: A síron túl; ford. Acsai Roland; 2011
- 5. Patrick Carman: Sötét erők; ford. Acsai Roland; 2011
- 6. Jude Watson: A kenguruk földjén; ford. Acsai Roland; 2011
- 7. Peter Lerangis: Viperafészek; ford. Acsai Roland; 2012
- 8. Gordon Korman: A császár hagyatéka; ford. Acsai Roland; 2012
- 9. Linda Sue Park: Viharjelzés; ford. Acsai Roland; 2012
- 10. Margaret Peterson Haddix: Az utolsó kulcs; ford. Acsai Roland; 2013
- 11. Rick Riordan–Peter Lerangis–Gordon Korman–Jude Watson: A Vesperek támadása; ford. Acsai Roland; 2014[1]

### Cahillek a Vesperek ellen
- 1. Gordon Korman: A Medusa-terv; ford. Gyurkovics Máté; 2022. december 1.
- 2. Jude Watson: Az Őrült király vára; ford. Gyurkovics Máté; 2024. december 6.